# Emil Geyer

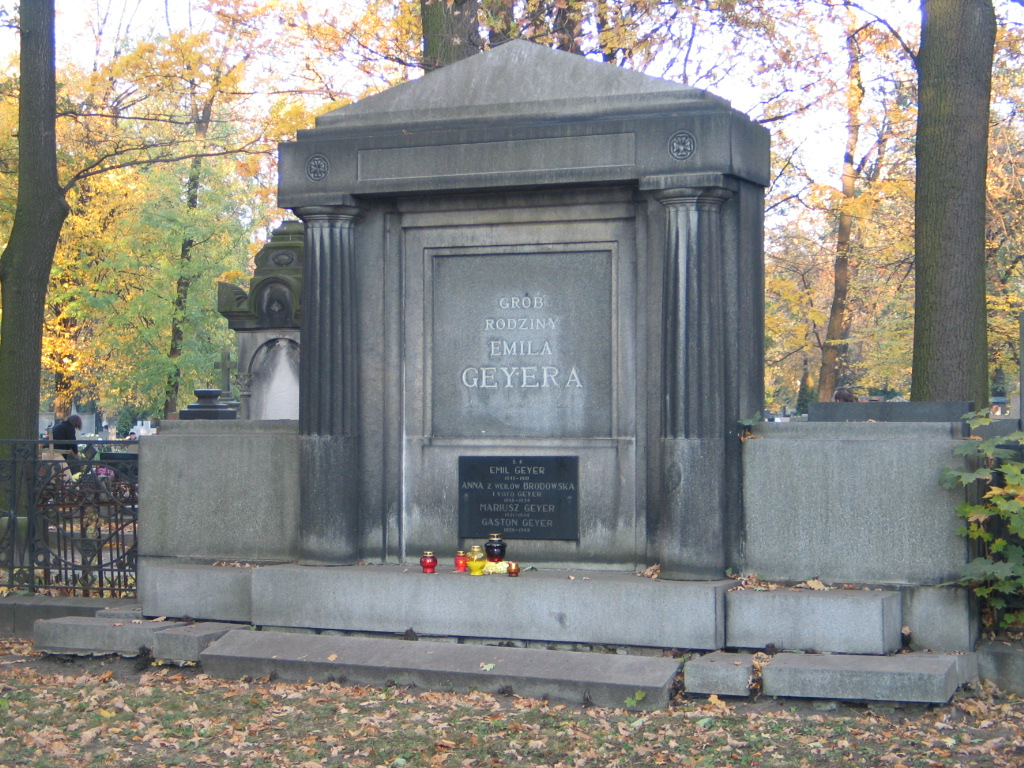
Grobowiec Emila Geyera na Starym Cmentarzu w Łodzi

Emil Adam Geyer (ur. 23 kwietnia 1848 w Łodzi, zm. 13 września 1910 w Berlinie) – niemiecki przemysłowiec, działacz społeczny.

## Życiorys
Syn Ludwika Geyera. Jako jeden z pierwszych przemysłowców łódzkich posiadał wyższe wykształcenie – ukończył Wyższą Szkołę Techniczną we Wrocławiu. Był dyrektorem do spraw technicznych i współwłaścicielem przedsiębiorstwa bawełnianego swojego ojca. Po śmierci ojca popadł ze swoim bratem Gustawem w konflikt spowodowany zazdrością o wysoką pozycję brata w firmie, który to został głównym dyrektorem. Sytuację potęgowała również słaba sytuacja finansowa firmy. Konflikt częściowo rozwiązało wyprowadzenie firmy z długów i utworzenie w 1886 Towarzystwa Akcyjnego Fabryk Bawełny Ludwika Geyera, które regulowało kwestie własnościowe. Po śmierci Gustawa w 1893, został powołany na stanowisko prezesa. Z powodu swojego wykształcenia, bardziej niż brat skupiał się na kwestiach technicznych w zakładach. Do swojej śmierci w 1910 zwiększył liczbę wrzecion w fabryce o 150%.
W latach 1888–1890 był komendantem łódzkiej straży pożarnej, a w 1898 roku jednym z założycieli i współwłaścicieli sieci tramwajowej. W maju 1899 roku został członkiem zarządu Towarzystwa Doraźnej Pomocy Lekarskiej, które latem 1899 roku utworzyło w Łodzi, drugie po Warszawie, pogotowie ratunkowe (był jego założycielem i prezesem Pierwszego Zarządu). W latach 1902–1904 był inicjatorem utworzenia kartelu przędzalń bawełnianych, także wiceprezesem Komitetu Giełdowego i członkiem Urzędu Starszych Zgromadzenia Kupieckiego oraz prezesem Łódzkiego Banku Kupieckiego, Polskiego Towarzystwa Teatralnego oraz Szpitala Pediatrycznego Anny Marii. Był także akcjonariuszem Towarzystwa Elektrycznego, cukrowni Aszych i fabryki chemicznej Rędziny. Z czasem osiadł w Warszawie i mieszkał przy alei Róż 2. Został pochowany na Starym Cmentarzu Łodzi, w części ewangelicko-augsburskiej. 
Po śmierci Emila prezesem firmy został jego młodszy brat – Eugeniusz.

### Życie prywatne
Ojcem Emila był Ludwik Geyer, matką zaś Emilia Szarlotta Karolina z d. Türk. Żoną Emila była Anna Magdalena z d. Weil. Mieli syna Karola Geyera, również fabrykanta.
Wnuk Emila, Mariusz Geyer (syn Karola), był żołnierzem AK, zginął w 1944 roku. Córka wyszła za mąż za ekonomistę Antoniego Kostaneckiego.